# Simin Tander

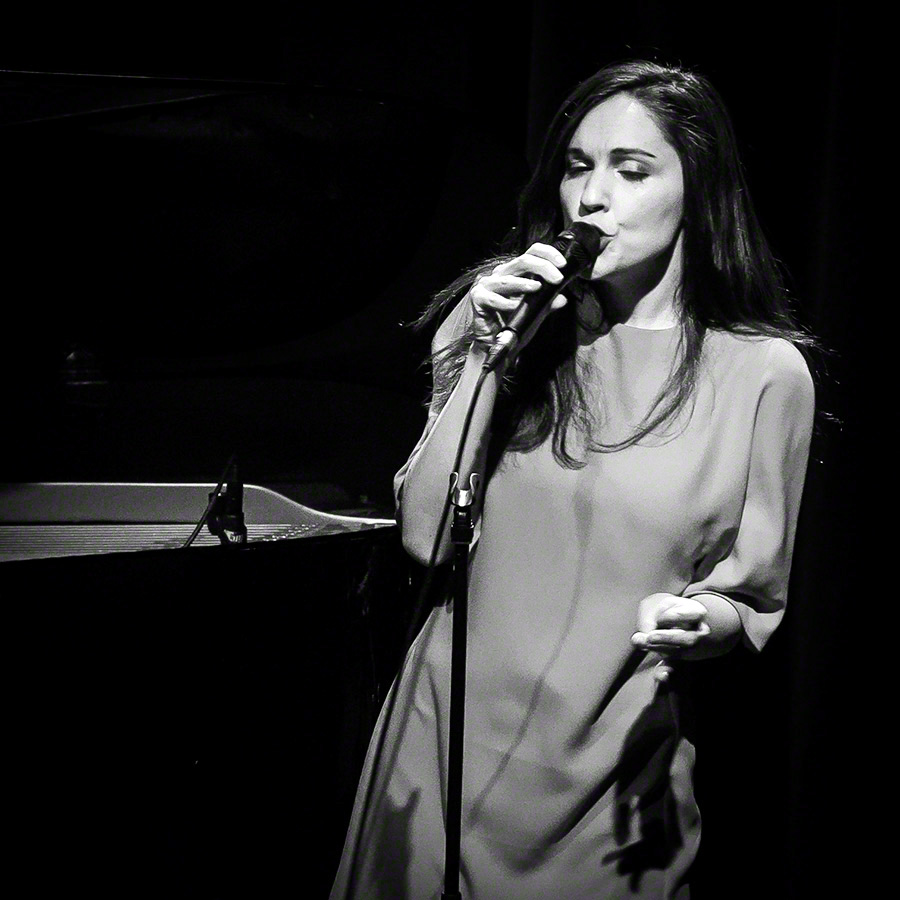
Simin Tander, Cosmopolite Scene Oslo (2016)

Simin Tander (* 19. Oktober 1980 in Köln) ist eine deutsche Jazzmusikerin (Gesang, Komposition).

## Leben und Wirken
Tander ist die Tochter eines afghanischen Journalisten und einer deutschen Lehrerin. Ihr Vater starb, als sie ein kleines Kind war. Sie wuchs in Köln auf. Ihre ältere Schwester Mina Tander ist Schauspielerin. Das Angebot eines Plattenvertrags als Popsängerin während ihres Abiturs nahm sie nicht wahr. Im Laufe ihrer Gesangsausbildung bei einer Opernsängerin wurde ihr bewusst, dass ihr Herz eher für die gesangliche Improvisation als für die Klassik schlägt. Sie nahm Klavierunterricht und gründete ihre erste eigene Band. Ab 2002 studierte sie auf dem Konservatorium ArtEZ in den Niederlanden Jazzgesang. Dort schloss sie 2008 mit einem Master of Music ab. In den darauf folgenden Jahren spielte sie in den Niederlanden mit dem Trompeter Eric Vloeimans und mit Bo van de Graafs I Compani (sie war an den Alben Fellini, Garbo und Extended 2013 beteiligt). In Deutschland war sie auf Soundtracks von Tatort und in zwei Episoden der ZDF-Reihe Der Kriminalist zu hören.
Zwischen 2006 und 2018 leitete Tander ihr Quartett, zu dem Jeroen van Vliet (Gewinner des Boy-Edgar-Preis 2014), Etienne Nillesen und Cord Heineking gehörten. Mit ihnen hat sie zwei Alben veröffentlicht und auf diversen internationalen Bühnen, wie dem North Sea Jazz Festival, dem Bohemia Jazz Festival (Tschechien), dem Madrid Jazz Festival (Spanien), dem OCT LOFT Festival (China), dem Hong Kong Jazz Festival oder dem Jarasum Jazzfestival (Südkorea) gespielt. Tander wurde außerdem mehrere Male vom UN Women Komitee Deutschland für internationale Veranstaltungen eingeladen und interpretierte im Juni 2015 in Berlin während der Peking 20 Konferenz den UN-Women-Song One Woman.
2016 veröffentlichte Tander mit dem norwegischen Pianisten Tord Gustavsen und mit dem Schlagzeuger Jarle Vespestad das auf dem Label ECM Records erschienene Album What Was Said, welches den Preis der deutschen Schallplattenkritik erhielt. Das Trio gab über 100 Konzerte auf Jazz-Bühnen weltweit, so 2016 auf dem Festival International de Jazz de Montréal, dem San Francisco Jazz Festival, dem Warsaw Jazz Festival, Brussels Jazz Festival und Vossajazz. 2017 kooperierte sie mit dem WDR Rundfunkchor Köln, der ihre eigenen Kompositionen sang und gemeinsam mit ihr aufführte.
2019 formte Tander eine neue Band mit dem schwedischen Bassisten Björn Meyer, dem schweizerischen Schlagzeuger Samuel Rohrer und dem tunesischen Viola-d’amore-Spieler Jasser Haj Youssef, mit der sie 2020 ihr Album Unfading veröffentlichte. Darauf vertonte Tander neben ihren eigenen Kompositionen von Dichterinnen verfasste Lyrik aus unterschiedlichen Epochen, hauptsächlich Afghanistan. Im August 2024 erschien ihre Single Remembering auf dem Label Jazzland Recordings mit Björn Meyer, Samuel Rohrer und der in Oslo lebenden, indischen Geigerin Harpreet Bansal.
Daneben wirkt sie in Crossover-Projekten, wie dem 2015 auf dem TFF Rudolstadt mit der Ruth ausgezeichneten Ensemble Eurasians Unity, in Heiner Schmitz’ Sins & Blessings, in Hans Lüdemanns Enchanted Forest und Weiteren. 2022 entwickelte sie ein Duo Projekt mit dem norwegischen Elektronikkünstler Jan Bang und erschien außerdem auf seinem 2024 erschienen Album Reading the Air. Tander bildete des Weiteren mit Jens Düppe 2023 ein Duo, das unter anderem auf dem Festival Cologne Jazz Week auftrat.
2024 wurde Tander für den Deutschen Jazzpreis in der Kategorie vokal nominiert.
Von 2011 bis 2020 war Tander als Dozentin für Jazzgesang am Institut für Musik der Hochschule Osnabrück tätig. Seit 2018 unterrichtete sie Jazz- und Pop-Gesang und Improvisation an der Hochschule für Musik und Tanz Köln.

## Diskographische Hinweise
- Wagma (Neuklang 2011, mit Jeroen van Vliet, Cord Heineking, Etienne Nillesen)
- Where Water Travels Home (Jazzhaus Records 2014, mit Jeroen van Vliet, Etienne Nillesen, Cord Heineking, sowie Alex Simu, Niti Ranian Biswas)
- Tord Gustavsen w/ Simin Tander & Jarle Vespestad: What Was Said (ECM Records 2016) Preis der deutschen Schallplattenkritik[5]
- Unfading (Jazzhaus Records 2020, mit Björn Meyer, Jasser Haj Youssef, Samuel Rohrer)